# ثيودور دي مايرن

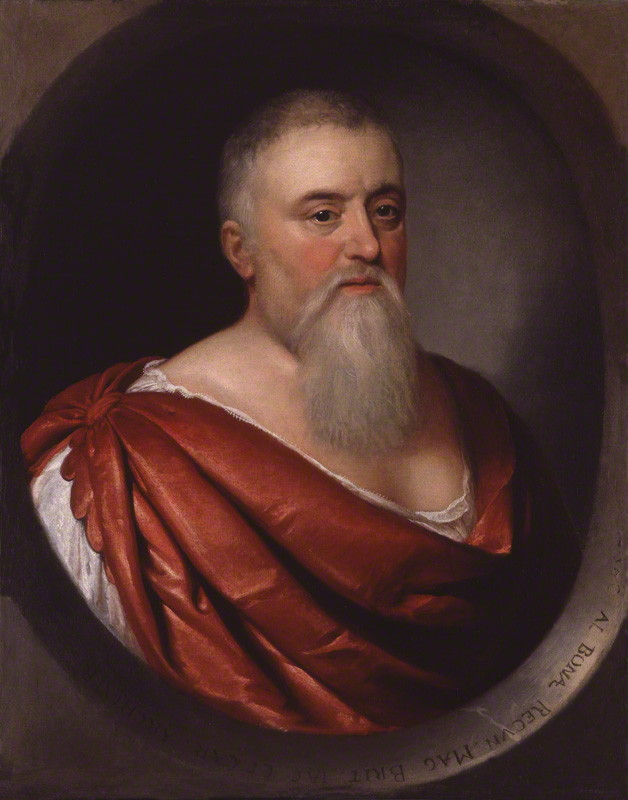
السير ثيودور توركيه دي مايرن

السير ثيودور توركيه دي مايرن (28 سبتمبر 1573 - 22 مارس 1655) هو طبيب مولود في كانتون جنيف عالج ملوك فرنسا وإنجلترا وقدم نظريات باراسيلسوس.

## الطبيب الشاب
ولد مايرن في عائلة هوغينوت في كانتون جنيف، جمهورية جنيف. والده مؤرخ فرنسي بروتستانتي هرب من ليون بعد مذبحة القديس بارثولوميو وعرابه ثيودور بيزا. زوجة مايرن الأولى هي مارغريت دي بويتسلاير وأنجبا ثلاثة أطفال.
درس مايرن أولًا في جينيف وانتقل لاحقًا إلى جامعة هايدلبرغ. في وقت لاحق انتقل إلى مونبلييه لدراسة الطب، وتخرج في عام 1596 وحصل على الدكتوراه في عام 1597. ناقش في أطروحته استخدام العلاجات الكيميائية في الطب، بإشراف جوزيف دو تشيسن؛ وكانت هذه أول إشارة إلى اهتمامه بالنظريات الباراسيلية. في مايو 1599، انضم مايرن إلى هنري دي روهان، وهو أحد نبلاء عائلة هوغينوت المعروفة في برطانية، في جولته الكبرى في أوروبا، حيث زار ألمانيا وإيطاليا وبوهيميا، خلال زيارتهم الى لندن في أكتوبر 1600، استقبلت الملكة إليزابيث آيت روهان ومايرن في بلاطها، وفي نوفمبر 1600، عندما وصلوا إلى إدنبرة، استقبلهم الملك جيمس السادس، قبل أن يعود إلى فرنسا في مطلع عام 1601. على الرغم من تشدده للكالفينية، أُعجب مايرن بشدة بالعديد من الأعمال الفنية والمعمارية التي رآها في رحلاته إلى ألمانيا وإيطاليا، ولا سيما لوحات ألبرشت دورر وكونستكامر في متحف ميونيخ للتحف التي احتفظ دوق بافاريا بها.

## أعوامه في باريس
انتقل مايرن إلى باريس، حيث عمل محاضرًا في علم التشريح والصيدلة وأسس العيادة الطبية. بحلول ذلك الوقت، بدأ في دعم آراء باراسيلسوس واستخدم العديد من العلاجات الكيميائية. احتفظ بملاحظات مفصلة عن مرضاه، من بينهم أرماند دو بليسيس، الكاردينال ريشيليو لاحقًا، الذي عالجه من السيلان في عام 1605.
في عام 1600، أوصى الطبيب الملكي الفرنسي جان ريبيت دي لا ريفيير (1571-1605) بمايرن ليصبح أحد الأطباء الشخصيين للملك هنري الرابع. أُحبطت مساعيه الأخرى في مجال عمله لأنه لم يكن كاثوليكيًا ولأن معظم الأطباء الفرنسيين ما زالوا يتبعون مبادئ جالينوس. في عام 1603، حاول دعم آرائه في كلية الطب في باريس، مشيرًا إلى أن آرائه لم تكن معارضة للمبادئ الغالينية والأبقراطية.
على الرغم من معارضته، حظي مايرن بتأييد الملك، الذي عينه للسفر مع دوق دي روهان في بعثاته الدبلوماسية إلى ألمانيا وإيطاليا. عندما كان الملك ينوي جعل مايرن أول طبيب له، عارضت الملكة القرار لأن مايرن رفض التحول إلى الكاثوليكية. استمر مايرن في منصبه حتى عام 1606 عندما باعه إلى طبيب آخر.
في هذا الوقت، واصل ارتباطه بدائرة الهرمسية التي نشأت من حوله. اعتقد أتباع باراسيلسوس أنهم كانوا يعيدون إحياء حكمة الفلاسفة الطبيعيين الأسطوريين قبل الأفلاطونيين -الرجال المعروفين باسم اللاهوت البريشي الذي شمل زرادشة وهيرميس تريسميغيستوس. نالت الطبيعة الكيماوية لتجاربهم استياء الغالينيين في جامعة باريس.
في نفس العام، زار إنجلترا لفترة وجيزة بدعوة والتقى بجيمس الأول. أصبح طبيبًا للملكة آن من الدنمارك وأصبح مقر عمله في أكسفورد في 8 أبريل 1606. يُعتقد أنه أمضى السنوات اللاحقة في فرنسا.

## حياته في إنجلترا
عندما قُتل هنري الرابع في عام 1610، انتقل مايرن إلى إنجلترا مرة أخرى بدعوة. في عام 1611، أصبح أول طبيب لجيمس الأول وملكته، خلفًا لمارتن شونر. عالج كذلك معظم أعضاء الديوان الملكي، بما في ذلك السير روبرت سيسيل وهنري فريدريك، أمير ويلز. بسبب عدم قدرته على معالجة هذين الشخصين بنجاح، فضلًا عن ارتباطه بالفضيحة المحيطة بمقتل السير توماس أوفربري، كانت سنواته الأولى في إنجلترا صعبة. مع ذلك، أُرسل أحيانًا في بعثات دبلوماسية إلى فرنسا.
في عام 1616، انتُخب مايرن زميلًا في كلية الأطباء الملكية. ساعد جمعية الصيدلانيين في الحصول على ميثاق ملكي منفصل عن البقالين وساعد في تأسيس شركة المقطرات. حصل على لقب فارس في عام 1624. في العام المقبل، زار سويسرا لفترة وجيزة، حيث أصبح البارون أوبون. احتفظ مايرن بمنصبه طبيبًا أول بعد تولي تشارلز الأول الحكم في عام 1625.
كانت هناك مخاوف بشأن صحة هنريتا ماريا، وفي يوليو 1627 سافرت مع مايرن لأخذ مياه الربيع الطبية في ويلينغبورو في نورثهامبتونشاير.
دافع مايرن بنجاح عن الجهود المبذولة لإنتاج أول صيدلية رسمية، والتي كان من شأنها أن تحدد العلاجات التي يجب أن توفرها الصيدليات لأمراض معينة. شملت العلاجات الكيميائية، والتي كان من الأسهل إدخالها في إنجلترا البروتستانتية مقارنة بفرنسا الكاثوليكية.
في عام 1628، توفيت زوجة مايرن وفي عام 1630، تزوج بإليزابيث يواشيمي. أنجب الزوجان خمسة أطفال ولكن ابنة واحدة فقط، هي ماري من زواجه الأول، بقيت على قيد الحياة حتى سن الرشد. في هذا الوقت تقريبًا، عالج مايرن أوليفر كرومويل من مجموعة متنوعة من الأعراض الجسدية والنفسية، بما في ذلك الاكتئاب الشديد. للتعامل مع داء الطاعون الذي انتشر في عام 1630، اقترح مايرن إنشاء «مكتب الصحة» المركزي، بالإضافة إلى إنشاء المستشفيات الملكية المجانية، وتعيين المسؤولين المدربين، وترتيب السلطة التنظيمية.
خلال الحرب الأهلية الإنجليزية، مارس مايرن مهنته في لندن بعيدًا عن الأنظار واحتفظ بتأييد البرلمان. بعد إعدام تشارلز الأول في عام 1649، أصبح طبيبًا اسميًا لتشارلز الثاني لكنه سرعان ما تقاعد في تشيلسي.
توفي مايرن في تشيلسي في 22 مارس 1654 أو 1655. تم دفنه في حديقة كنيسة سانت مارتن مع معظم أفراد عائلته ووضع ابنه الروحي، السير ثيودور دي فو، نصبًا تذكاريًا له. نشر دي فو لاحقًا ملاحظات مايرن الطبية في كتاب براكتيس ميديكا في عام 1690.